# Ferdinand Kiefler
Ferdinand Kiefler (født 4. februar 1913 i Wien, død 13. januar 1945 i Nordrhein-Westfalen, Tyskland) var en østrigsk håndboldspiller, som blandt andet deltog i OL 1936.
Han var en del af det østrigske håndboldlandshold, som vandt sølvmedalje. Han spillede i fire kampe, heriblandt finalen.